# Ladies European Tour Access Series 2013
De Ladies European Tour Access Series 2013 was het vierde golfseizoen van de Ladies European Tour Access Series (LETAS). Het seizoen begon met het Terre Blanche Ladies Open in maart 2013 en eindigde met The Mineks Ladies Classic in november 2013. Er stonden vijftien toernooien op de kalender.

## Kalender
| Data  | Data  | Toernooi                       | Stad        | Winnares               | Score | Score | Info                     |
| ----- | ----- | ------------------------------ | ----------- | ---------------------- | ----- | ----- | ------------------------ |
| 21-03 | 23-03 | Terre Blanche Ladies Open      | Nice        | Sophie Giquel-Bettan   | 211   | –8    |                          |
| 05-04 | 07-04 | Dinard Ladies Open             | Rennes      | Monica Christianse po  | 137   | –1    | 36-holes (winderig weer) |
| 01-05 | 03-05 | Ocho Golf Ladies Open          | Pantón      | Mireia Prat            | 202   | –8    | Nieuw toernooi           |
| 16-05 | 18-05 | Kristianstad Åhus Ladies Open  | Åhus        | Linn Andersson po      | 220   | +4    |                          |
| 22-05 | 24-05 | Sölvesborg Ladies Open         | Sölvesborg  | Heather MacRae po      | 214   | –2    | Nieuw toernooi           |
| 06-06 | 08-06 | Fourqueux Ladies Open          | Parijs      | Cassandra Kirkland     | 209   | –7    |                          |
| 25-07 | 27-07 | Ingarö Ladies Open             | Stockholm   | Pamela Feggans         | 203   | –7    | Nieuw toernooi           |
| 09-08 | 11-08 | HLR Golf Academy Open          | Vihti       | Nicole Broch Larsen po | 210   | –3    | Nieuw toernooi           |
| 30-08 | 01-09 | Norrporten Ladies Open         | Kvissleby   | Lauren Taylor          | 217   | –1    | Nieuw toernooi           |
| 18-09 | 20-09 | Ladies Norwegian Challenge     | Oslo        | Nicole Broch Larsen    | 212   | –4    |                          |
| 26-09 | 28-09 | WPGA International Challenge   | Leavenheath | Hannah Ralph           | 209   | –7    | Nieuw toernooi           |
| 04-10 | 06-10 | Azores Ladies Open             | São Miguel  | Fabienne In-Albon      | 212   | –4    |                          |
| 24-10 | 26-10 | Grecotel Amirandes Ladies Open | Hersonissos | Patricia Sanz Barrio   | 213   | par   |                          |
| 18-11 | 20-11 | CostaBlanca Ladies Open        | Alicante    | Mireia Prat            | 226   | +10   | Nieuw toernooi           |
| 28-11 | 30-11 | The Mineks Ladies Classic      | Belek       | Chloe Leurquin po      | 219   | par   | Nieuw toernooi           |

De Order of Merit werd gewonnen door de Spaanse Mireia Prat.